# Eugenia (telenovela)
Eugenia es una telenovela argentina, emitida en 1981 por ATC y protagonizada por María de los Ángeles Medrano y Rodolfo Ranni. Tuvo 19 episodios.

## Argumento
Proveniente de una familia cuya riqueza es codiciada por muchos en San Luis de los Andes, Eugenia es hija de un prestamista y una mujer enferma. Por orden de su madre, Mariano Castex intentará enamorar a la bella joven.

## Guion
La autoría y la producción estuvieron a cargo de Carlos Lozano Dana.

## Elenco
El elenco estuvo conformado por:
- María de los Ángeles Medrano (Eugenia)
- Rodolfo Ranni (Matías)
- Alejandra da Passano (Gloria)
- María Rosa Gallo (Gretel)
- Lucrecia Capello (Clementina)
- Patricia Castell (Josefina)
- Susana Freire (Vera)
- Patricia Palmer (Ofelia)
- Salo Pasik (Pascual)
- Daniel Lemes
- Nora Núñez (Etelvina)
- Vicky Olivares (Adela)
- Roberto Osona (Federico)